# Archipel des Sept Îles (Québec)
Pour les articles homonymes, voir Sept-Îles (homonymie).
Ne doit pas être confondu avec Archipel des Sept-Îles situé en Bretagne (France).
L’archipel des Sept Îles est un ensemble de sept îles, groupées en face de la baie de Sept-Îles et de la ville du même nom. Situé dans l'estuaire du Saint-Laurent, sur la Côte-Nord, au Québec à 125 km à l'ouest de l'Île d'Anticosti.

## Territoire

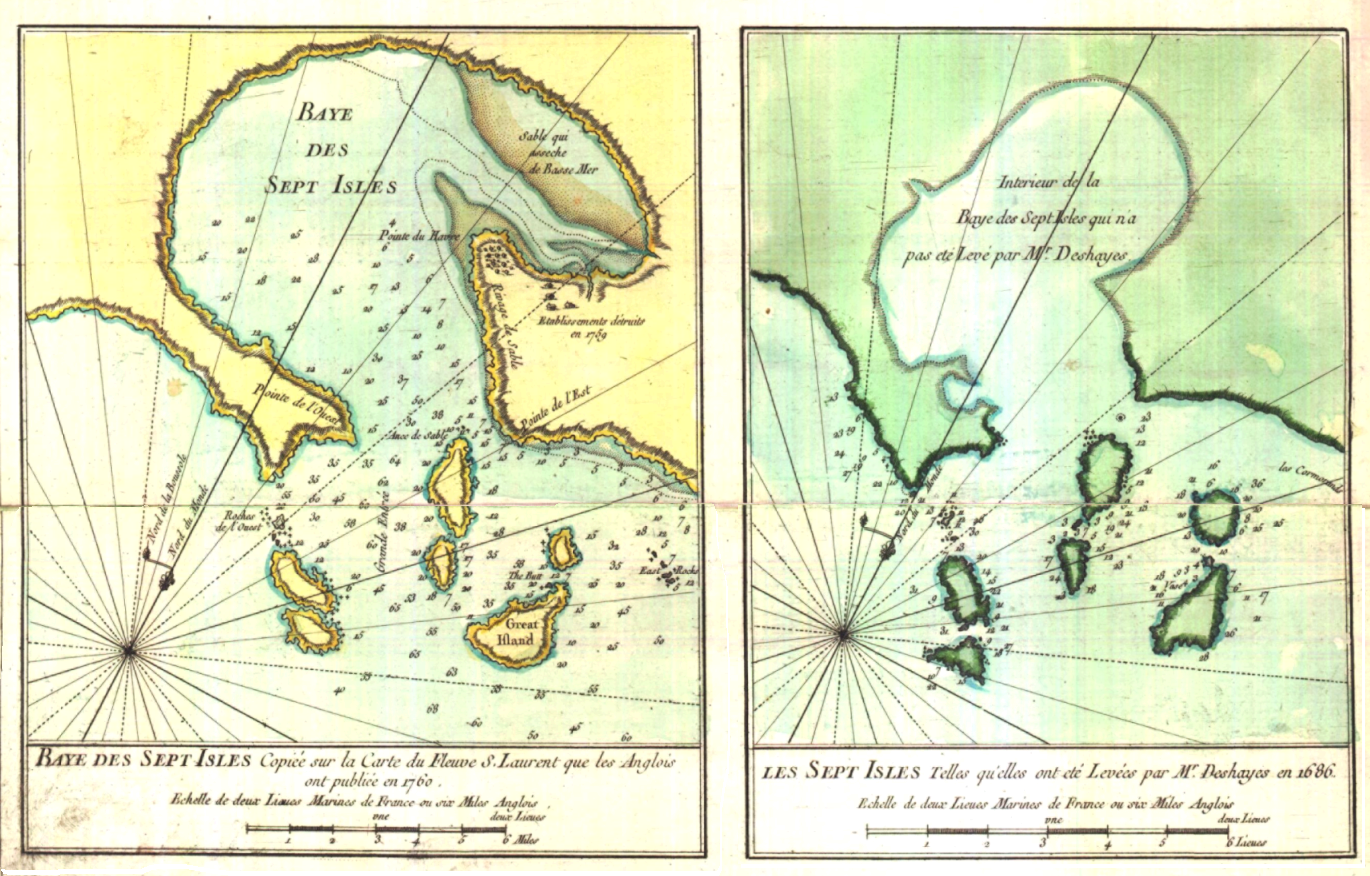
Deux cartons (Baye des Sept Isles, Les Sept Isles) extraits de : Carte du cours du fleuve de Saint Laurent depuis la mer jusqu'à Québec en deux feuilles, de Jacques-Nicolas Bellin, 1761

L'archipel des Sept Îles occupe un territoire marin d'une longueur maximale de 14,9 km (ouest - sud-ouest/est - nord-est) et d'une largeur de 10,2 km (du nord au sud). L'île la plus proche, Grande Basque, se situe à 1,1 km au sud - sud-ouest de la côte septentrionale du fleuve Saint-Laurent et à proximité immédiate de Sept-Îles. Ces îles ne sont pas habitées.
Le port de Sept-Îles est à proximité de l'archipel, il est un port en eau profonde. Il comporte un vaste bassin naturel, dans une baie semi-circulaire d'environ 10 km de diamètre et de 80 mètres de profondeur. Il est exploité 12 mois par année et de ce fait, en 2008, 578 navires ont accosté à ce port. Le trafic portuaire total s'est élevé cette année-là à 22,6 millions de tonnes de cargaison. Tout ce trafic maritime a dû traverser l'archipel des Sept Îles, soit à l'est ou à l'ouest de l'île la Grande Basque, avec tous les risques environnementaux que cela comporte.

## Géographie
Les sept îles sont regroupées en un trio et deux paires :
Les 3 îles les plus à l'ouest de la Baie :
- Îlets De Quen, une petite île et des ilots rocheux, nommés en 1951, à l'occasion du troisième centenaire de la première messe célébrée à Sept-Iles par le père jésuite Jean de Quen, alors en Nouvelle-France[3]. Les îlets sont situés à 1,8 km à l'est - sud-est de la presqu'île Marconi (là ou se trouve l'aluminerie Alouette) et à moins d'un kilomètre au nord de l'île Manowin.
- Île Manowin[4], longue de 3 km sur 750 m, majoritairement boisée. Elle a une voisine au sud à moins de 200 m : l'île du Corossol.
- Île du Corossol faussement appelée île du Carrousel, le nom de l'île provient du naufrage du Corossol en novembre 1693[5]. Elle fait 1,7 km dans sa partie la plus longue et on y retrouve un phare désaffecté. L'île est classée refuge d'oiseaux migrateurs.

Les 2 îles au centre de la Baie : 
- La Grande Basque[6], située juste en face de la Baie de Sept-Îles ; elle fait 3,5 km par 1,5 km. Son relief est accidenté avec des collines dépassant 120 m de hauteur. Elle est sillonnée de plusieurs kilomètres de sentiers aménagés et des trottoirs et escaliers de bois.
- La Petite Basque[7], elle fait 2 km par 700 m ; elle est la voisine sud de La Grande-Basque, séparée d'elle par un détroit de moins de 150 m.

Les 2 îles les plus à l'est de la Baie : 
- La Petite Boule[8], située à 3,5 km au sud des quais de la ville de Sept-Îles. Elle est à la même latitude que La Grande-Basque.
- La Grosse Boule[9], la plus grande des 7 îles de l'archipel, elle fait 4 km par 2 km, dans son plus large.

Auxquelles s'ajoutent :
- Les cayes de l'Est. Il s'agit d'un petit ensemble d'îlots s'étendant sur 0,7 km du nord-ouest au sud-est. Ce petit groupe constitue l'extrémité est de l'archipel des Sept Îles.

## Liste des îles de l'archipel
| Nom de l'île           | Géolocalisation | Image Satellite                 | Latitude      | Longitude     |
| ---------------------- | --------------- | ------------------------------- | ------------- | ------------- |
| Archipel des Sept Îles | Géolocalisation | Image satellite Google Maps(md) | 50° 08' 18" N | 66° 22' 12" O |
| 1- Ilets de Quen       | Géolocalisation | Image satellite Google Maps(md) | 50° 09' 44" N | 66° 21' 55" O |
| 2- Île Manowin         | Géolocalisation | Image satellite Google Maps(md) | 50° 09' 44" N | 66° 21' 55" O |
| 3- Île du Corossol     | Géolocalisation | Image satellite Google Maps(md) | 50° 05' 24" N | 66° 23' 11" O |
| 4- La Grande Basque    | Géolocalisation | Image satellite Google Maps(md) | 50° 09' 44" N | 66° 21' 55" O |
| 5- La Petite Basque    | Géolocalisation | Image satellite Google Maps(md) | 50° 08' 09" N | 66° 21' 37" O |
| 6- La Petite Boule     | Géolocalisation | Image satellite Google Maps(md) | 50° 09' 57" N | 66° 18' 06" O |
| 7- La Grosse Boule     | Géolocalisation | Image satellite Google Maps(md) | 50° 08' 22" N | 66° 17' 26" O |